# Henrik von Fiuren Dahl
Henrik von Fiuren Dahl, född den 31 mars 1883 i Kristiania, död 15 april 1961, var en norsk vissångare och skådespelare.
Dahl avlade juris kandidatexamen 1908 men kom i praktiken att ägna sig åt musik och scenkonst de närmaste tjugo åren. Han uppträdde från 1909 med framgång som konsertsångare i Skandinavien och Tyskland och framförde under sina turnéer sånger av Carl Michael Bellman och Gunnar Wennerberg. Han var direktör för kabareten Den røde lykte 1921–1923 och verkade som skådespelare på Chat Noir 1923–1925. Från 1927 var han däremot verksam som affärsman.